# لاري فاست
لاري فاست (بالإنجليزية: Larry Fast)‏ هو ملحن أمريكي، ولد في 10 ديسمبر 1951 في نيوآرك في الولايات المتحدة.

## وصلات خارجية
- الموقع الرسمي
- لاري فاست على موقع IMDb (الإنجليزية)
- لاري فاست على موقع ميوزك برينز (الإنجليزية)
- لاري فاست على موقع أول ميوزيك (الإنجليزية)
- لاري فاست على موقع أول ميوزيك (الإنجليزية)
- لاري فاست على موقع ديسكوغز (الإنجليزية)